# 26 juni
26 juni is de 177ste dag van het jaar (178ste dag in een schrikkeljaar) in de gregoriaanse kalender. Hierna volgen nog 188 dagen tot het einde van het jaar.

## Gebeurtenissen
- Algemeen
  - 221 - Keizer Elagabalus adopteert zijn neef Alexander Severus als zijn troonopvolger en schenkt hem de titel Caesar (kroonprins).
  - 2009 - De Waddenzee in Nederland en Duitsland wordt toegevoegd aan de Werelderfgoedlijst van UNESCO.
  - 2012 - Zuid-Afrika besluit dat de bekendste leider van de Bosjesmannen, David Kruiper, een staatsbegrafenis krijgt in de Kalahariwoestijn.
  - 2025 - In Venetië begint het driedaagse huwelijk van Amazon-baas Jeff Bezos met zijn verloofde Lauren Sánchez. De festiviteiten stuiten op protesten.[1]

- Bouwkunst en architectuur
  - 1321 - Eerstesteenlegging van de Domtoren te Utrecht.
  - 1976 - De CN Tower wordt geopend in Toronto.
  - 1986 - De laatste schuifdeur van de Oosterscheldekering wordt geplaatst.

- Criminaliteit en veiligheid
  - 2015 - Bij terroristische aanslagen in de buurt van Lyon, op het strand van Tunesië bij Sousse en in Koeweit vallen in totaal minstens 67 doden.

- Infrastructuur
  - 1857 - Officiële opening van het station Essen (België).

- Kunst en cultuur
  - 2014 - De laatste verdachte in de schilderijenroof uit de Kunsthal Rotterdam wordt uitgeleverd aan Roemenië om daar te worden berecht.

- Muziek
  - 1977 - Laatste concert van Elvis Presley.
- Oorlog
  - 363 - Keizer Julianus Apostata raakt bij Samarra tijdens een schermutseling tegen de Perzen dodelijk gewond en overlijdt korte tijd later. Jovianus, commandant van de Keizerlijke Garde, wordt door de Romeinse legioenen tot keizer (Augustus) uitgeroepen.
  - 1917 - De eerste Amerikaanse troepen landen in Frankrijk.
  - 1991 - In Slovenië wordt een deel van het Joegoslavische federale leger in verhoogde staat van paraatheid gebracht.
  - 2012 - De islamistische beweging Ansar Dine verovert Gao op de Malinese rebellen van de MNLA.

- Politiek
  - 1816 - Het Traktaat van Aken wordt ondertekend waardoor de ministaat Neutraal Moresnet ontstaat.
  - 1945 - Het Handvest van de Verenigde Naties wordt ondertekend in San Francisco.
  - 1948 - De Berlijnse Luchtbrug wordt begonnen, nadat de Sovjet-autoriteiten op 24 juni een blokkade van Berlijn hebben ingesteld.
  - 1949 - Belgische vrouwen stemmen voor de eerste maal bij de parlementsverkiezingen.
  - 1963 - John F. Kennedy spreekt tijdens een toespraak in West-Berlijn de beroemde woorden: "All free men, wherever they may live, are citizens of Berlin, and, therefore, as a free man, I take pride in the words 'Ich bin ein Berliner!'"
  - 1978 - Zo'n veertigduizend ambtenaren demonstreren in Den Haag tegen bezuinigingen op de ambtenarensalarissen.
  - 1995 - In de Ethiopische hoofdstad Addis Abeba wordt een aanslag gepleegd op het konvooi van de Egyptische president Hosni Moebarak, die daar net is aangekomen voor een conferentie van de Organisatie van Afrikaanse Eenheid.
  - 2012 - De Roemeense oud-premier Adrian Nastase, die eerder probeerde zelfmoord te plegen, wordt per ambulance van een ziekenhuis overgebracht naar een gevangenishospitaal.
  - 2013 - De Amerikaanse president Barack Obama en zijn familie komen aan in Senegal voor hun achtdaagse trip door Afrika.
  - 2013 - Tsachia Elbegdorzj wordt met een kleine meerderheid van de stemmen herkozen als president van Mongolië. Hij verslaat onder anderen voormalig worstelkampioen Bat-Erdene Badmaanjamboegin van de Mongoolse Volkspartij.

- Religie
  - 1409 - Kroning van Tegenpaus Alexander V
  - 1667 - Kroning van Paus Clemens IX in Rome.
  - 1967 - Paus Paulus VI creëert 27 nieuwe kardinalen, onder wie de Italiaanse nuntius in Nederland Giuseppe Beltrami, de Belgische diplomaat Maximilien de Furstenberg en de Poolse aartsbisschop van Krakau Karol Wojtyła.

- Recreatie
  - 1985 - Een van de achterste wagons van een Walt Disney World monorail brandde uit.

- Sport
  - 1946 - In Harkema wordt de Nederlandse amateurvoetbalvereniging Harkemase Boys opgericht.
  - 1948 - Het Pools voetbalelftal lijdt de zwaarste nederlaag uit de geschiedenis van het land. In Kopenhagen wordt met 8-0 verloren van Denemarken.
  - 1950 - Oprichting van de Franse voetbalclub Stade Brestois.
  - 1963 - Oprichting van de Ecuadoraanse voetbalclub Universidad Católica.
  - 1974 - Het Nederlands voetbalelftal verslaat ook Argentinië bij het WK voetbal 1974 in West-Duitsland. Het groepsduel in Gelsenkirchen eindigt in 4-0, onder meer door twee doelpunten van Johan Cruijff.
  - 1977 - De Nederlandse motorcoureur Wil Hartog wint de TT van Assen in de 500cc-klasse.
  - 1992 - Het in allerijl opgetrommelde Denemarken, vervanger van het geboycotte Joegoslavië, wint in Stockholm het EK voetbal door Duitsland in de finale met 2-0 te verslaan.
  - 2003 - Voetballer Marc-Vivien Foé komt om het leven tijdens een wedstrijd van Kameroen.
  - 2007 - Voetbalclub Colo-Colo stelt de Chileense landstitel (Apertura) veilig op de slotdag van de Primera División door Palestino met 1-0 te verslaan.
  - 2011 - Nigeria verliest in de openingswedstrijd van het zesde WK voetbal voor vrouwen met 1-0 van Frankrijk.
  - 2013 - De Spaanse triatlete Virginia Berasategui bekent dat ze tijdens haar carrière doping gebruikt heeft.
  - 2014 - In de Noord-Franse stad Roubaix komt het tot zware rellen na de WK-wedstrijd Algerije-Rusland. Daarbij gaan 'pseudo-supporters' van Algerije en de ordediensten met elkaar op de vuist.
  - 2016 - Het Chileens voetbalelftal wint de 45ste en jubileumeditie van de strijd om de Copa América door buurland Argentinië, net als een jaar eerder, in de finale na strafschoppen te verslaan. De ontgoochelde Argentijnse sterspeler Lionel Messi kondigt na afloop zijn afscheid aan als international.

- Wetenschap en technologie
  - 1954 - Het Amerikaanse onderzoeksinstituut National Advisory Committee for Aeronautics neemt een nieuw en ruimer onderkomen in gebruik op de Edwards Air Force Base in Californië.[2]
  - 1974 - Invoering van de Universal Product Code, in de vorm van de bekende barcodes.
  - 2022 - Lancering van een Black Brant IX suborbitale sondeerraket van NASA vanaf Arnhem Space Centre van Equatorial Launch Australia (ELA) in Australië met de X-ray Quantum Calorimeter. Het doel van deze eerste lancering sinds 27 jaar vanaf het Australische vasteland is onderzoek naar röntgenstraling in het heelal.[3][4]

## Geboren

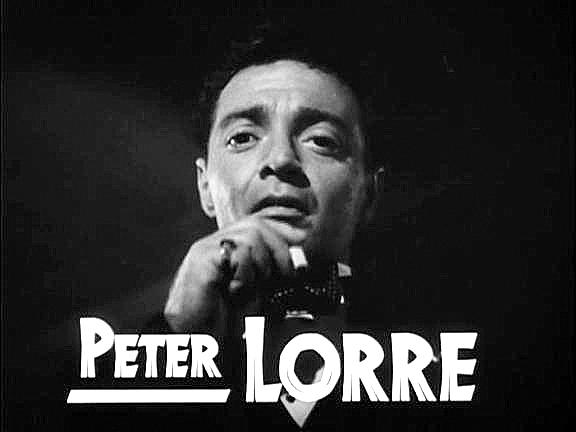
Peter Lorre
geboren in 1904

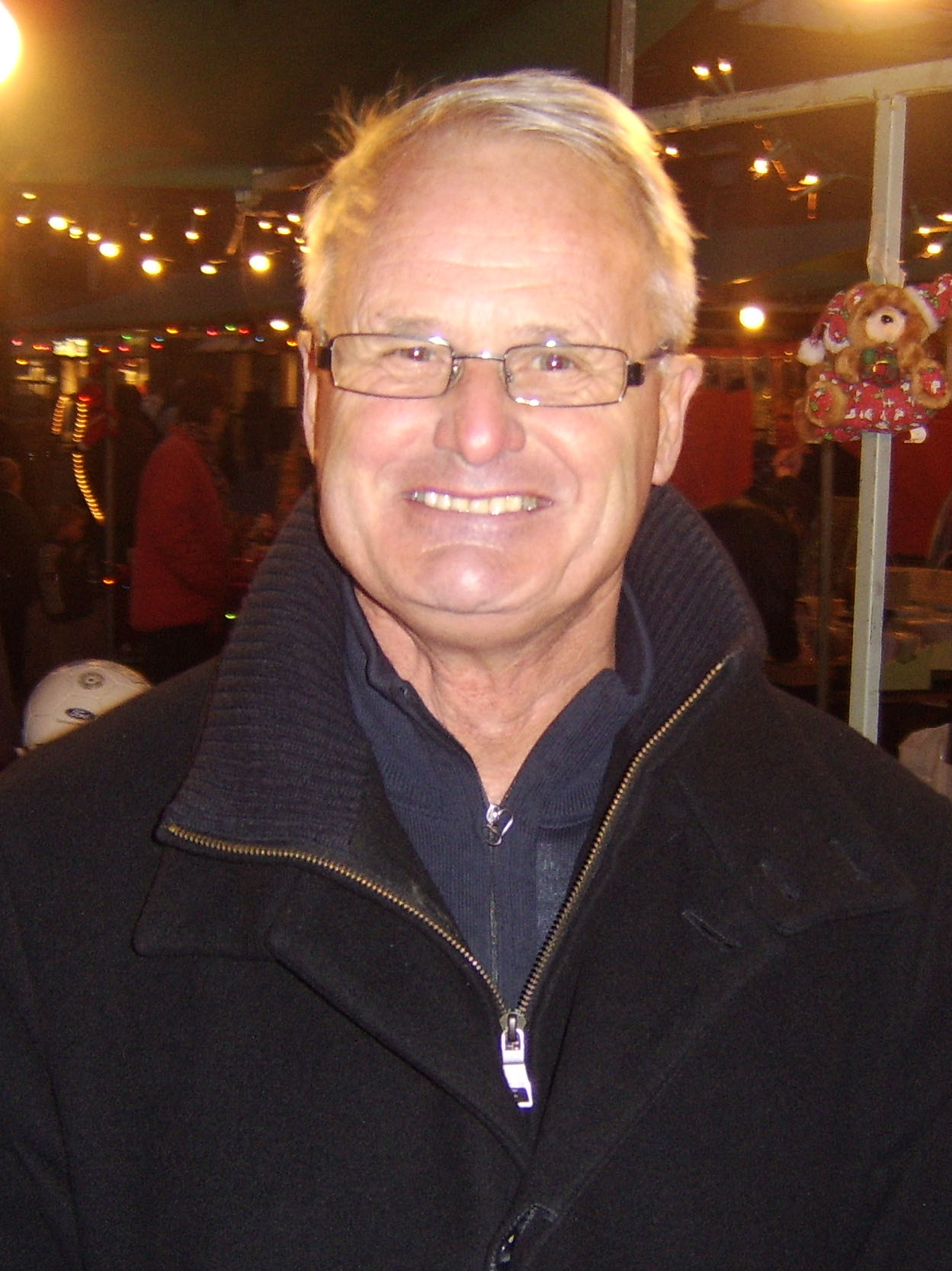
Foppe de Haan
geboren in 1943

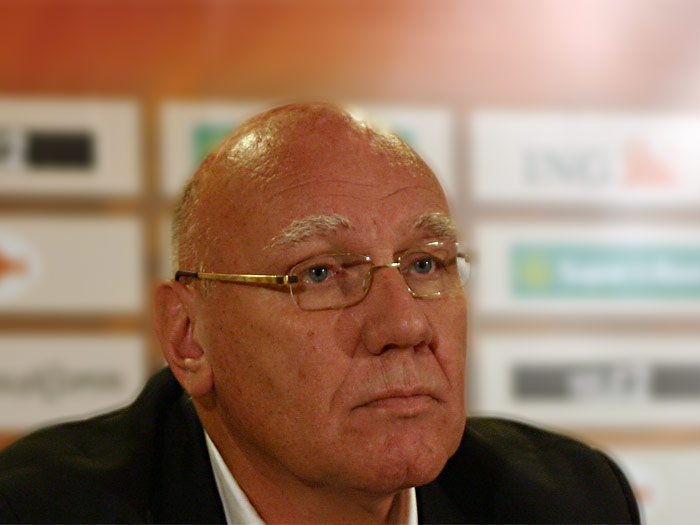
Kees Jansma
geboren in 1947

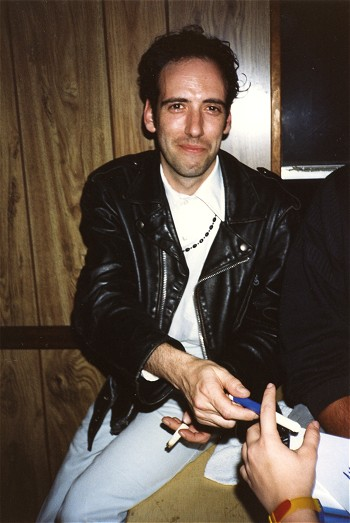
Mick Jones
geboren in 1955

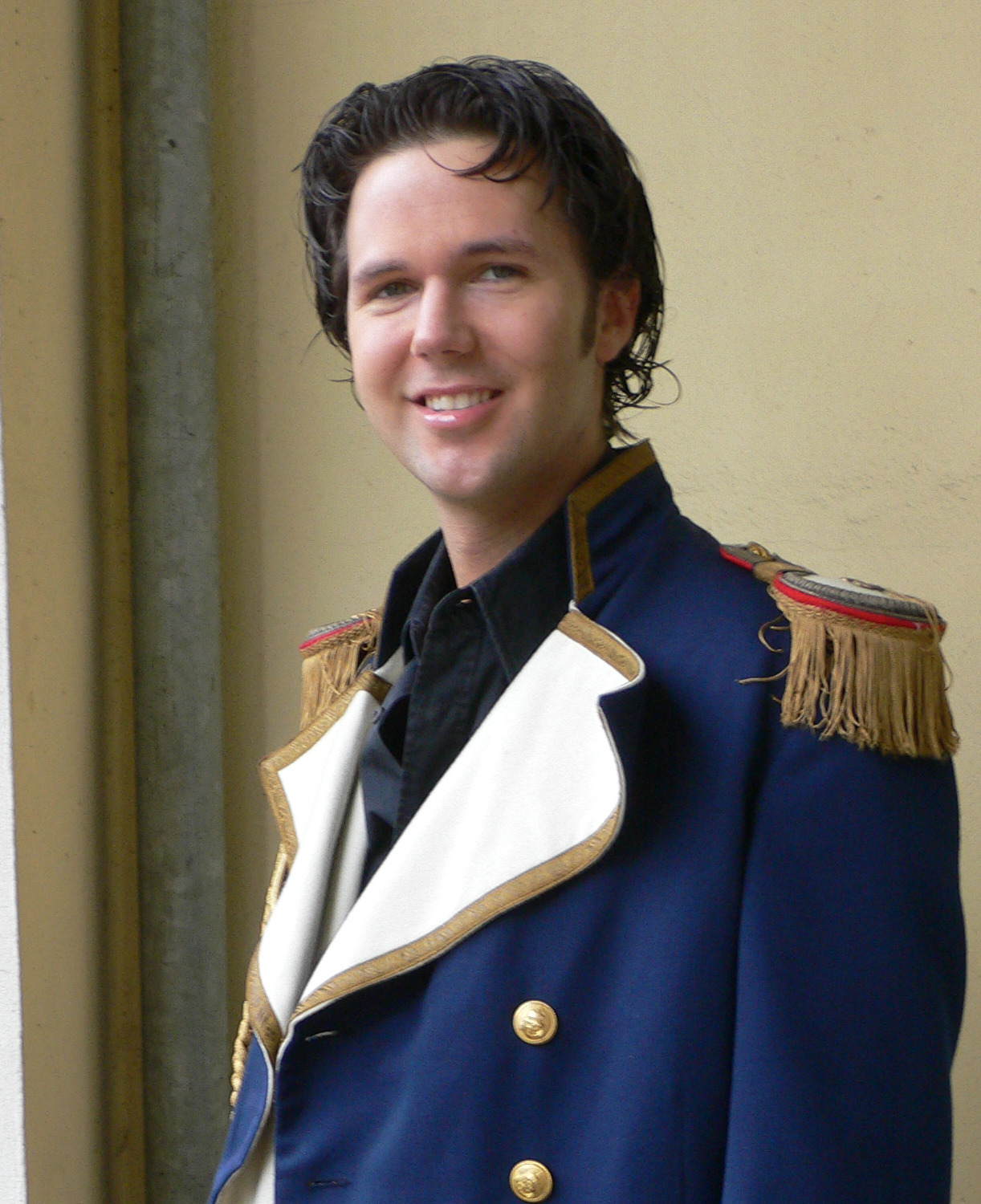
Alexander Marcus
geboren in 1972

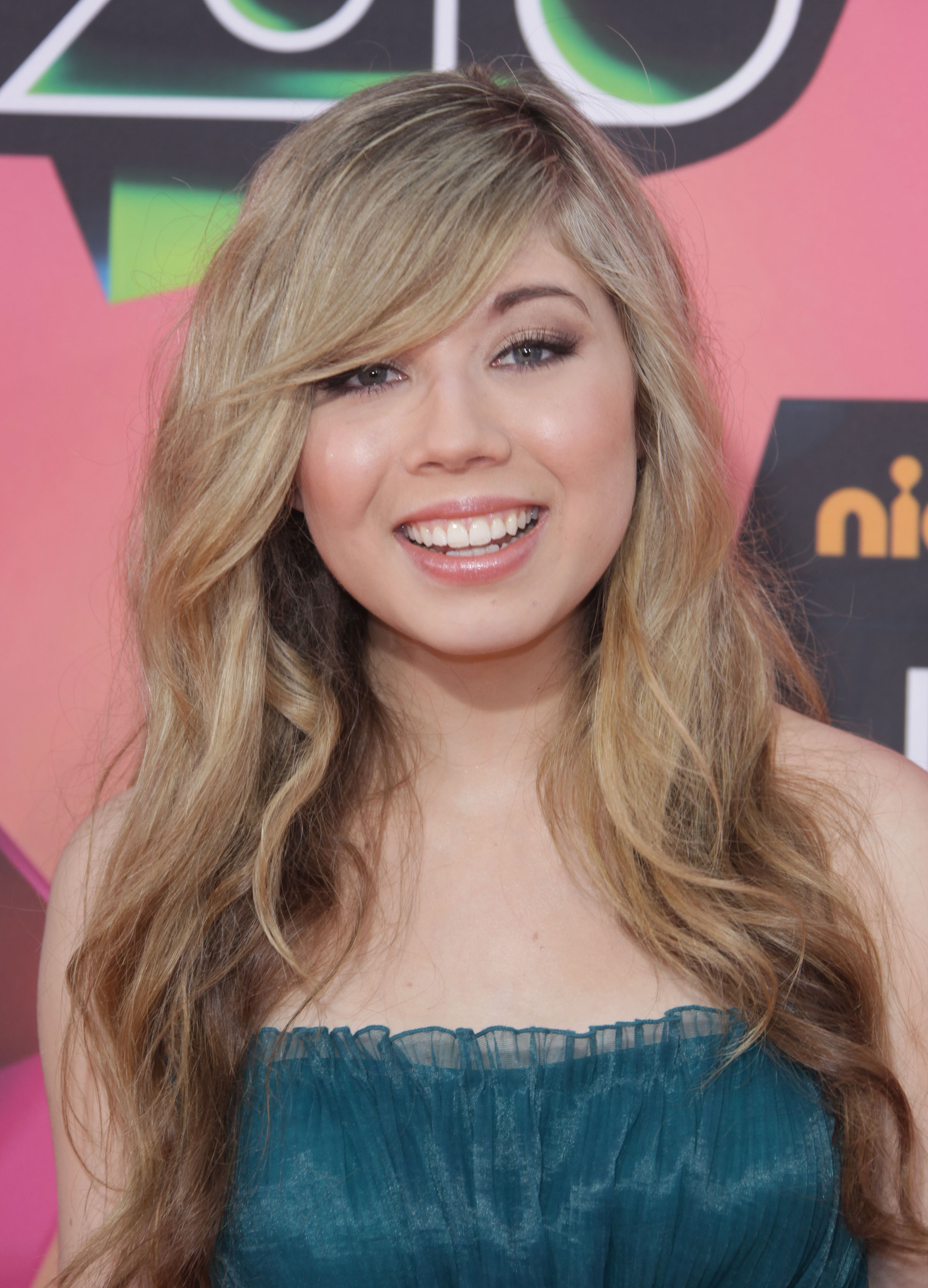
Jennette McCurdy
geboren in 1992

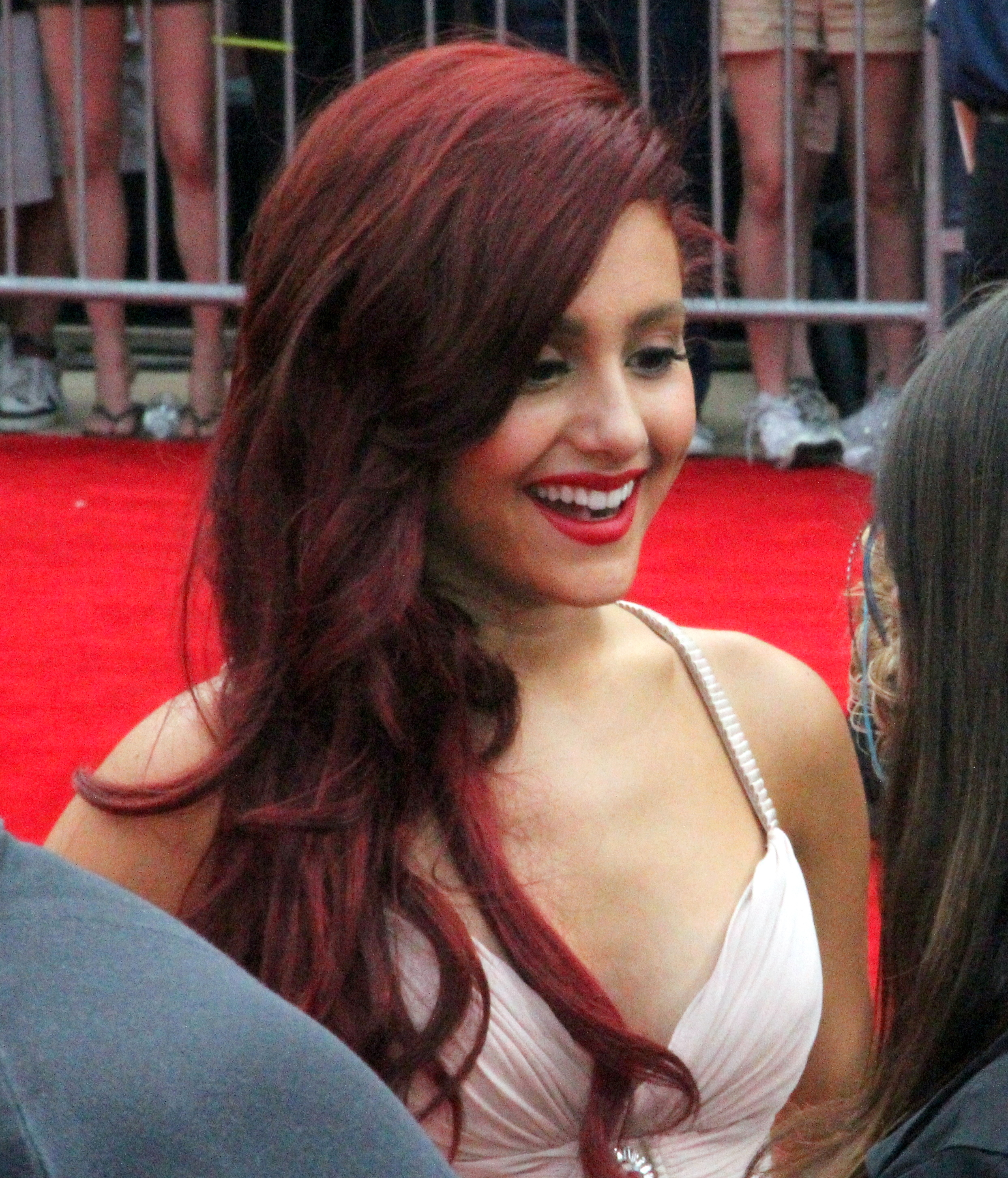
Ariana Grande-Butera
geboren in 1993

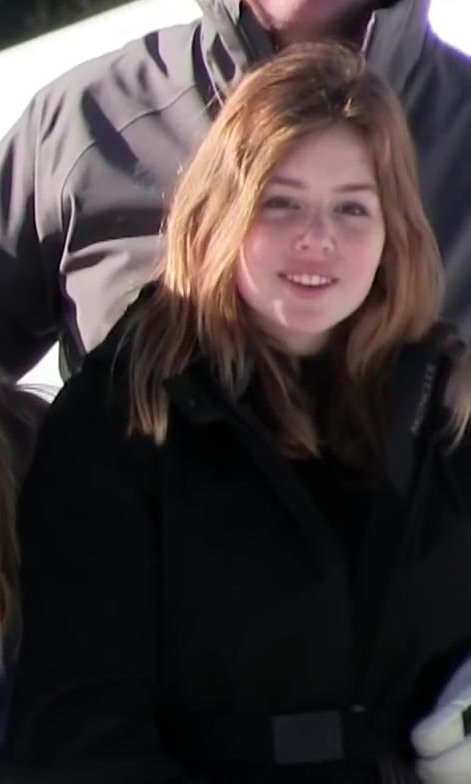
Prinses Alexia
geboren in 2005

- 1730 - Charles Messier, Frans astronoom (overleden 1817)
- 1760 - Johannes I, vorst van Liechtenstein (overleden 1836)
- 1809 - Jacobus Hoefnagels, Belgisch politicus (overleden 1888)
- 1819 - Abner Doubleday, Amerikaans militair (overleden 1893)
- 1824 - William Thomson (Lord Kelvin), Brits natuurkundige (overleden 1907)
- 1866 - Lord Carnarvon, Brits egyptoloog (overleden 1923)
- 1868 - Jacqueline E. van der Waals, Nederlands dichteres (overleden 1922)
- 1876 - José Gustavo Guerrero, Salvadoraans minister, diplomaat en rechter (overleden 1958)
- 1876 - Coba Ritsema, Nederlands kunstschilderes (overleden 1961)
- 1892 - Pearl S. Buck, Amerikaans romanschrijfster (overleden 1973)
- 1895 - Heinrich Paal, Estisch voetballer (overleden 1941)
- 1898 - Pablo Amorsolo, Filipijns kunstschilder (overleden 1945)
- 1898 - Big Bill Broonzy, Amerikaans blueszanger, songwriter en gitarist (overleden 1958)
- 1898 - Willy Messerschmitt, Duits vliegtuigbouwer (overleden 1978)
- 1904 - Peter Lorre, Hongaars-Amerikaans filmacteur (overleden 1964)
- 1906 - Stefan Andres, Duits schrijver (overleden 1970)
- 1908 - Salvador Allende, Chileens politicus (overleden 1973)
- 1909 - Dries van Kuijk, Nederlands manager van Elvis Presley (overleden 1997)
- 1911 - Babe Zaharias, Amerikaans golfspeelster en atlete (overleden 1956)
- 1913 - Aimé Césaire, Frans-Martinikaans dichter, toneelschrijver, essayist en politicus (overleden 2008)
- 1913 - Maurice Wilkes, Brits informaticus (overleden 2010)
- 1914 - Laurie Lee, Engels poëet, novellist en scenarist (overleden 1997)
- 1914 - Alexander Pola, Nederlands acteur, tekstschrijver en komiek (overleden 1992)
- 1914 - Wolfgang Windgassen, Duits operazanger (overleden 1974)
- 1916 - Itzhak Danziger, Israëlisch beeldhouwer (overleden 1977)
- 1919 - André Hissink, Nederlands oorlogsveteraan (overleden 2024)
- 1919 - Mildred Savage, Amerikaans schrijfster (overleden 2011)
- 1922 - Eleanor Parker, Amerikaans actrice (overleden 2013)
- 1923 - Frans Tutuhatunewa, president in ballingschap van de Republiek der Zuid-Molukken (overleden 2016)
- 1924 - Wim Spit, Nederlands vakbondsbestuurder (overleden 2013)
- 1925 - Pavel Beljajev, Russisch ruimtevaarder (overleden 1970)
- 1925 - Wolfgang Unzicker, Duits schaker (overleden 2006)
- 1926 - Jean Schalekamp, Nederlands schrijver (overleden 2015)
- 1926 - Marian Turski, Pools historicus, journalist en Holocaustoverlevende (overleden 2025)
- 1928 - Cock van der Elst, Nederlands langebaanschaatser (overleden 2021)
- 1928 - Yoshiro Nakamatsu, Japans uitvinder
- 1929 - Rodney Nuckey, Brits autocoureur (overleden 2000)
- 1931 - Steven Stoffer, Nederlands jurist (overleden 2017)
- 1931 - Jos Wijninckx, Belgisch politicus (overleden 2009)
- 1932 - Mel Mathay, Filipijns bestuurder en politicus (overleden 2013)
- 1933 - Claudio Abbado, Italiaans dirigent (overleden 2014)
- 1933 - Evaristo, Braziliaans voetballer
- 1933 - Harry van den Kroonenberg, Nederlands werktuigbouwkundige (overleden 1996)
- 1935 - Carlo Facetti, Italiaans autocoureur
- 1935 - Gerard van Grieken, Nederlands beeldend kunstenaar (overleden 2010)
- 1936 - Alex Cassiers, Belgisch acteur (overleden 2012)
- 1936 - Haye Thomas, Nederlands journalist (overleden 1996)
- 1937 - Henk van der Meijden, Nederlands roddeljournalist
- 1938 - Harold Rusland, Surinaams politicus en vakbondsbestuurder (overleden 2023)
- 1941 - Ward Beysen, Belgisch liberaal politicus (overleden 2005)
- 1941 - Tamara Moskvina, Russisch kunstschaatsster en coach
- 1942 - Gilberto Gil, Braziliaans zanger en politicus
- 1943 - Georgie Fame, Brits R&B- en jazzzanger
- 1943 - Foppe de Haan, Nederlands voetbaltrainer
- 1944 - Bengt Åberg, Zweeds motorcrosser (overleden 2021)
- 1944 - Gennadi Zjoeganov, Russisch politicus
- 1947 - Kees Jansma, Nederlands sportverslaggever en televisieproducent
- 1947 - Peter Sloterdijk, Duits cultuurfilosoof
- 1948 - Wensley Bundel, Surinaams voetballer (overleden 2024)
- 1948 - Tjan Gobardhan, Surinaams politicus
- 1948 - Paul Severs, Belgisch zanger (overleden 2019)
- 1950 - Makgatho Mandela, zoon van Nelson Mandela (overleden 2005)
- 1951 - John Körmeling, Nederlands beeldhouwer en architect
- 1951 - Jürgen Rüttgers, Duits politicus
- 1952 - Elie Van Vlierberghe, Belgisch atleet
- 1953 - Toni Willé, Nederlands zangeres
- 1954 - Luis Arconada, Spaans voetballer
- 1955 - Maxime Bossis, Frans voetballer
- 1955 - Mick Jones, Brits muzikant
- 1955 - Michael Lederer, Duits atleet
- 1955 - Philippe Streiff, Frans autocoureur (overleden 2022)
- 1955 - Albert Vitali, Zwitsers politicus (overleden 2020)
- 1956 - Chris Isaak, Amerikaans popzanger
- 1957 - Andrea Pininfarina, Italiaans autocarrosserieontwerper (overleden 2008)
- 1957 - Pietro Paolo Virdis, Italiaans voetballer
- 1958 - Liliane Meganck, Belgisch atlete
- 1959 - Peter Lusse, Nederlands acteur
- 1960 - Martine Florent, Belgisch atlete
- 1960 - Bram Moszkowicz, voormalig Nederlands advocaat
- 1960 - Sieb Posthuma, Nederlands illustrator en schrijver (overleden 2014)
- 1961 - Greg LeMond, Amerikaans wielrenner
- 1962 - Ollanta Humala, Peruviaans president
- 1962 - Steven de Jong, Nederlands regisseur
- 1962 - José Daniel Ponce, Argentijns voetballer
- 1962 - Philip Wagner, Nederlands econoom, hoogleraar en ondernemer (overleden 2024)
- 1963 - Michail Chodorkovski, Russisch zakenman
- 1965 - Michael Rascher, Canadees roeier
- 1966 - Tom Henning Øvrebø, Noors voetbalscheidsrechter
- 1967 - Inha Babakova, Sovjet-Russisch/Oekraïens atlete
- 1968 - Armand de Las Cuevas, Frans wielrenner (overleden 2018)
- 1968 - Sabine Hagedoren, Belgisch weervrouw
- 1968 - Paolo Maldini, Italiaans voetballer
- 1968 - Jovenel Moïse, Haïtiaans politicus (overleden 2021)
- 1969 - Arno Arts, Nederlands voetballer
- 1969 - Carlo Boszhard, Nederlands televisiepresentator
- 1969 - Machiel de Graaf, Nederlands politicus
- 1969 - Colin Greenwood, Brits muzikant
- 1969 - Ingrid Lempereur, Belgisch zwemster
- 1969 - Guilherme Marques, Braziliaans beachvolleyballer
- 1970 - Jorge Goeters, Mexicaans autocoureur
- 1970 - Irv Gotti, Amerikaans platenproducent (overleden 2025)
- 1970 - Sean Hayes, Amerikaans acteur
- 1970 - Paweł Nastula, Pools judoka
- 1970 - Chris O'Donnell, Amerikaans acteur
- 1970 - Marco Out, Nederlands bestuurder en burgemeester
- 1971 - Max Biaggi, Italiaans motorcoureur
- 1971 - Ruben Block, Belgisch zanger en gitarist
- 1971 - Kartika Liotard, Nederlands politica (overleden 2020)
- 1972 - Alexander Marcus, Duits zanger
- 1972 - Mansueto Velasco, Filipijns bokser
- 1973 - Jussi Sydänmaa, Fins gitarist
- 1974 - Derek Jeter, Amerikaans honkballer
- 1974 - Patrick Kicken, Nederlands radio-dj
- 1974 - Roby Roels, Belgisch wiskundige en weerman
- 1976 - Maikel Aerts, Nederlands voetballer
- 1977 - William Kipsang, Keniaans atleet
- 1977 - Tite Kubo, Japans striptekenaar
- 1978 - Tory Mussett, Australisch actrice
- 1978 - Mark Veens, Nederlands zwemmer
- 1979 - Ryo Fukuda, Japans autocoureur
- 1979 - Daniel Jensen, Deens voetballer
- 1981 - Natalja Antjoech, Russisch atlete
- 1981 - Paolo Cannavaro, Italiaans voetballer
- 1984 - Igor Bugaiov, Moldavisch voetballer
- 1984 - Priscah Jeptoo, Keniaans atlete
- 1984 - Li Yanxi, Chinees atleet
- 1984 - Sander Schimmelpenninck, Nederlands journalist en tv-presentator
- 1984 - Duncan Tappy, Brits autocoureur
- 1985 - Jessica Aguilera, Nicaraguaans atlete
- 1985 - Jonathan Kennard, Brits autocoureur
- 1985 - Ard van Peppen, Nederlands voetballer
- 1985 - Orgyen Trinley Dorje, beschouwd als 17e Karmapa
- 1985 - Ana Ularu, Roemeens actrice en model
- 1986 - Rasmus Bengtsson, Zweeds voetballer
- 1986 - Oludamola Osayomi, Nigeriaans atlete
- 1987 - Carlos Iaconelli, Braziliaans autocoureur
- 1987 - Alizée Poulicek, Belgisch model
- 1987 - Marco Solorza, Argentijns motorcoureur
- 1989 - Daniela Schreiber, Duits zwemster
- 1989 - Elia Soriano, Duits-Italiaans voetballer
- 1989 - JOWST, Noors muzikant
- 1990 - Aleix Alcaraz, Spaans autocoureur
- 1990 - Maikel Kieftenbeld, Nederlands voetballer
- 1990 - Michalis Vakalopoulos, Grieks voetballer
- 1992 - Joel Campbell, Costa Ricaans voetballer
- 1992 - Jennette McCurdy, Amerikaans actrice en zangeres
- 1993 - Grace Blakeley, Brits journaliste
- 1993 - Ariana Grande, Amerikaans actrice en zangeres
- 1993 - Hensley Paulina, Nederlands atleet
- 1997 - Lucia Di Guglielmo, Italiaans voetbalster
- 2000 - Wessel Nijman, Nederlands darter
- 2000 - Verena Wieder, Duits voetbalster
- 2002 - Hayden Hackney, Engels-Schots voetballer
- 2003 - Valentín Gómez, Argentijns voetballer
- 2003 - Maurits Kjærgaard, Deens voetballer
- 2005 - Prinses Alexia, Nederlands prinses

## Overleden

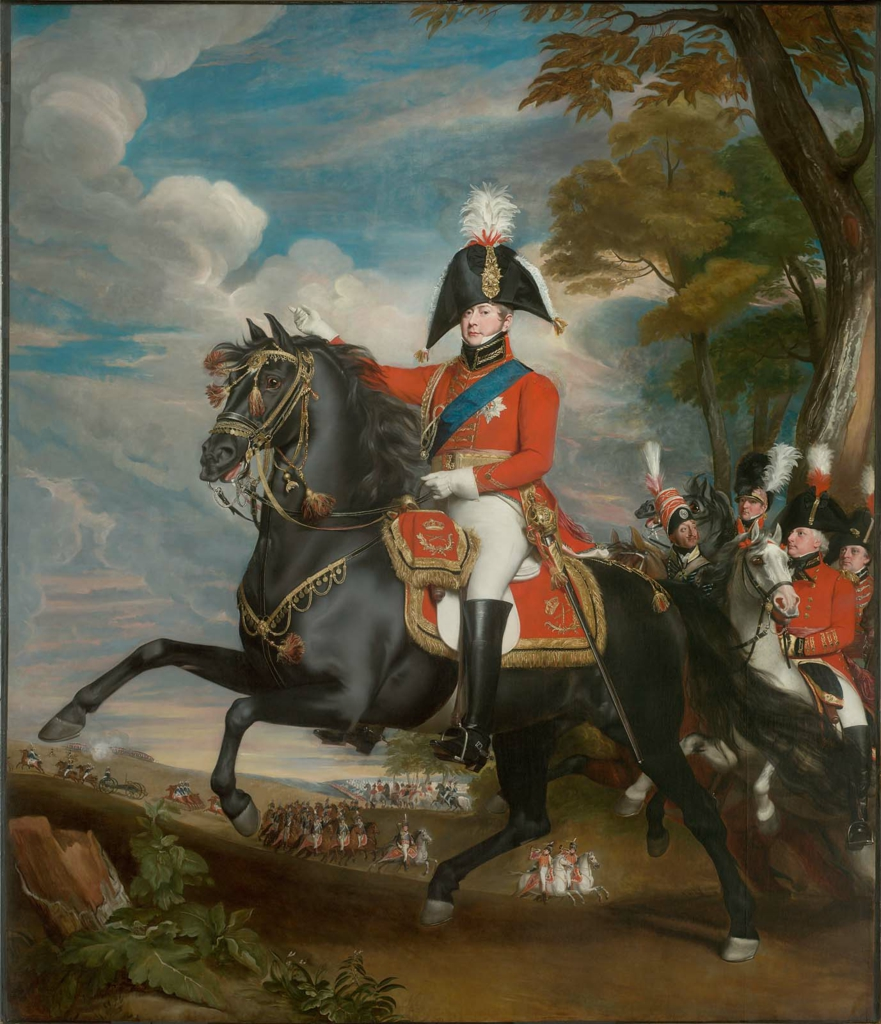
George IV van het Verenigd Koninkrijk
overleden in 1830

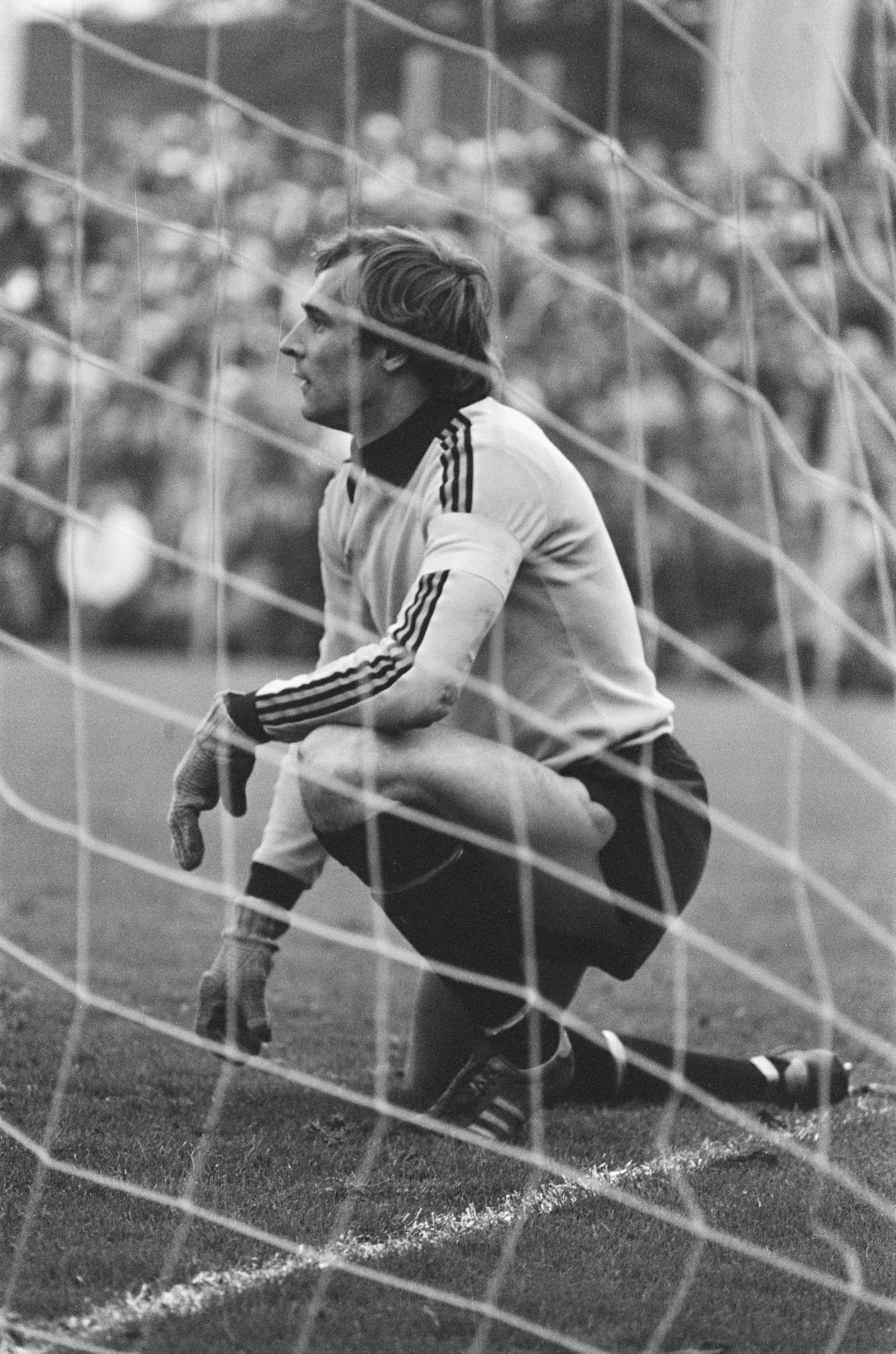
Jan van Beveren
overleden in 2011

- 116 v.Chr. - Ptolemaeus VIII Euergetes (66), farao van Egypte
- 363 - Julianus Apostata (31), keizer van het Romeinse Rijk
- 822 - Saichō (55), Japans boeddhistische monnik
- 1541 - Francisco Pizarro (70), Spaans ontdekkingsreiziger
- 1795 - Jakob Friedrich Ehrhart (52), Duits botanicus en mycoloog
- 1810 - Joseph Michel Montgolfier (69), Frans uitvinder
- 1818 - Ward Bingley (61), Nederlands acteur en theaterdirecteur
- 1830 - George IV van het Verenigd Koninkrijk (67), koning van Groot-Brittannië en Ierland
- 1831 - Mokare (circa 31), Aborigines gids
- 1836 - Claude Joseph Rouget de Lisle (76), Frans componist
- 1864 - Elisabeth Gruyters (74),  Zuid-Nederlandse religieuze en kloosterstichtster
- 1874 - Frederik Allard Ebbinge Wubben (82), Nederlands burgemeester en notaris
- 1922 - Albert I van Monaco (73), vorst van Monaco
- 1929 - Amandus Adamson (73), Estisch beeldhouwer
- 1936 - Christiaan Snouck Hurgronje (79), Nederlands arabist en islamoloog
- 1939 - Ford Madox Ford (65), Engels auteur
- 1956 - Clifford Brown (25), Amerikaans jazztrompettist
- 1957 - Alfred Döblin (78), Duits schrijver
- 1957 - Malcolm Lowry (46), Engels schrijver
- 1959 - Kurt Moeschter (56), Duits roeier
- 1961 - Hélène Dutrieu (83), Belgisch pilote
- 1962 - Daniël de Blocq van Scheltinga (58), Nederlands politicus
- 1966 - Thomas Waller (82), Surinaams planter en politicus
- 1971 - Johannes Frießner (79), Duits generaal
- 1983 - Sture Pettersson (40), Zweeds wielrenner
- 1986 - Kunio Maekawa (81), Japans architect
- 1986 - Lex Metz (73), Nederlands fotograaf, grafisch ontwerper en illustrator
- 1986 - Vadim Sidoer (62), Russisch beeldhouwer en graficus
- 1987 - Henk Badings (80), Nederlands componist
- 1988 - Hans Urs von Balthasar (82), Zwitsers theoloog
- 1990 - J.C.R. Licklider (75), Amerikaans psycholoog
- 1990 - Myra Ward (73), Nederlands actrice
- 1993 - Willy van Hemert (81), Nederlands toneel- en televisieregisseur
- 1994 - A. den Doolaard (93), Nederlands schrijver en journalist
- 1994 - Roelof Kiers (56), Nederlands televisiemaker en omroep-directeur
- 1996 - Veronica Guerin (37), Iers journalist
- 1997 - Israel Kamakawiwo'ole (38), Hawaïaans muzikant
- 2003 - Marc-Vivien Foé (28), Kameroens voetballer
- 2003 - Strom Thurmond (100), Amerikaans politicus
- 2004 - Naomi Shemer (73), Israëlisch componist en tekstdichter
- 2007 - Jupp Derwall (80), Duits voetballer en voetbaltrainer
- 2008 - Co Verkade (102), Nederlands ondernemer
- 2009 - Margot Ebert (83), Oost-Duits televisiepersoonlijkheid
- 2010 - Algirdas Brazauskas (77), president van Litouwen
- 2011 - Jan van Beveren (63), Nederlands voetbalkeeper
- 2011 - Heere Heeresma (79), Nederlands schrijver en dichter
- 2012 - Ann Curtis (86), Amerikaans zwemster
- 2012 - Nora Ephron (71), Amerikaans filmregisseur, filmproducent, scenarioschrijfster, auteur en journalist
- 2013 - Hervé Boussard (47), Frans wielrenner
- 2013 - Marc Rich (78), Amerikaans zakenman
- 2014 - Nina Hoekman (49), Oekraïens-Nederlands damster
- 2015 - Larry Carberry (79), Engels voetballer
- 2015 - Matti Makkonen (63), Fins uitvinder van de SMS berichten
- 2015 - Jevgeni Primakov (85), Russisch politicus
- 2015 - Denis Thwaites (70), Engels voetballer
- 2016 - Jürgen von Beckerath (96), Duits professor en egyptoloog
- 2017 - Nafi Dzjoesojty (92), Ossetisch schrijver en literatuurcriticus
- 2017 - Isaias Pimentel (84), Venezolaans tennisser
- 2018 - Big Bill Bissonnette (81), Amerikaanse trombonist, drummer, zanger, bandleider en componist
- 2018 - Harold Davis (85), Schots voetballer
- 2018 - Rick DeVito (64), Nederlands zanger
- 2018 - Klaas Hendrikse (70), Nederlands predikant
- 2018 - Bo Nilsson (81), Zweeds componist, trompettist, schrijver
- 2019 - Leo Schoots (73), Nederlands burgemeester en politicus
- 2019 - Édith Scob (81), Frans actrice
- 2019 - Max Wright (75), Amerikaans acteur
- 2021 - Mike Gravel (91), Amerikaans senator
- 2021 - Abdalelah Haroun (24), Soedanees-Qatarees atleet
- 2021 - Jon Hassell (84), Amerikaans musicus en jazztrompettist
- 2021 - Frederic Rzewski (83), Amerikaans componist, muziekpedagoog en pianist
- 2021 - Hidefumi Toki (71), Japans jazzsaxofonist
- 2022 - Thue Christiansen (82), Groenlands beeldend kunstenaar en politicus
- 2022 - Mary Mara (61), Amerikaans actrice
- 2022 - Frank Williams (90), Brits acteur
- 2023 - Nicolas Coster (89), Brits-Amerikaans acteur
- 2023 - Lloyd Erskine Sandiford (86), Barbadiaans politicus
- 2025 - Bill Moyers (91), Amerikaans journalist en nieuwscommentator
- 2025 - Lalo Schifrin (93), Argentijns componist, dirigent en pianist

## Viering/herdenking

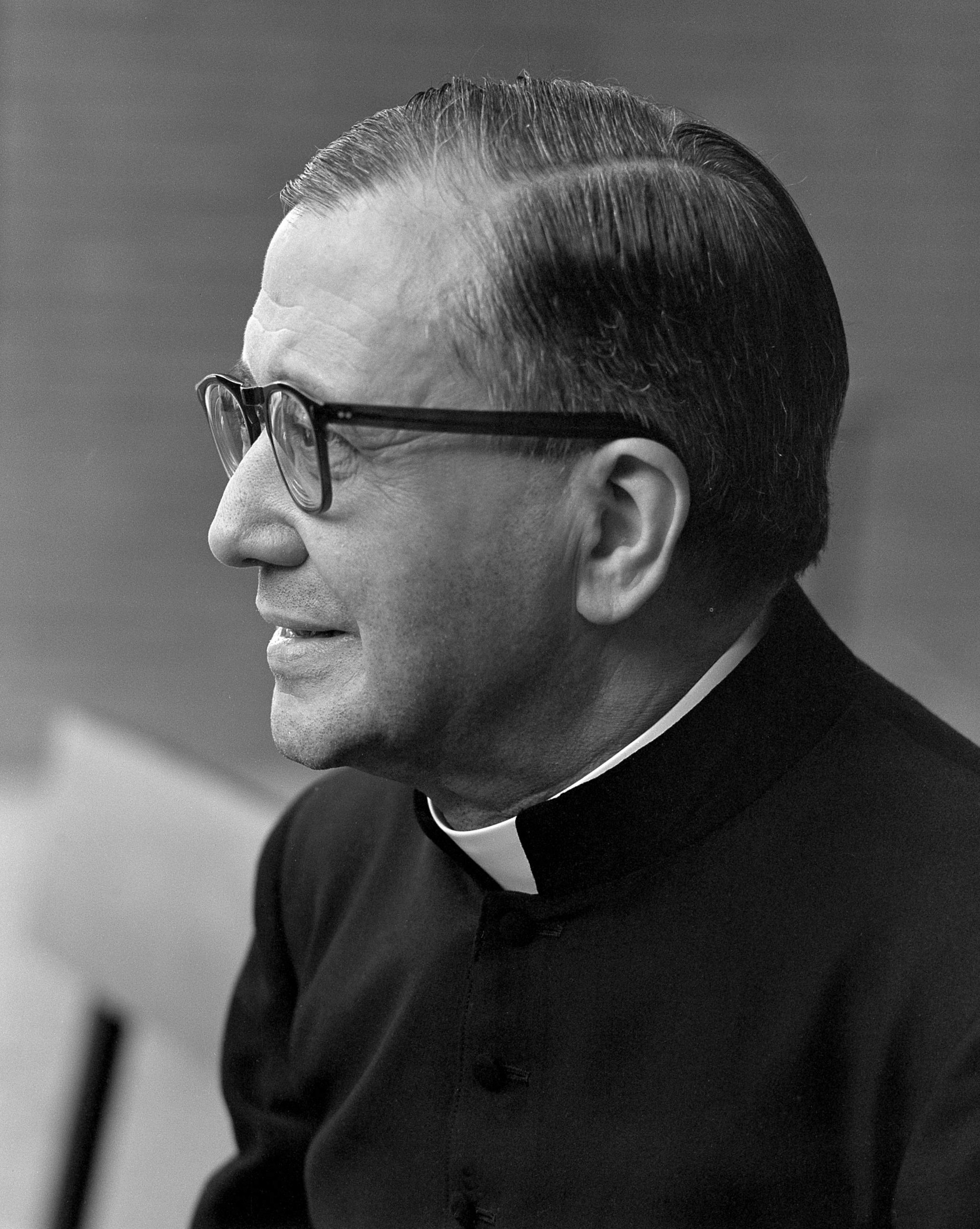
H. Jozefmaria Escrivá

- Madagaskar - Onafhankelijkheid van Frankrijk (1960)
- Internationale dag tegen het misbruik van en de illegale handel in verdovende middelen
- Internationale dag voor steun aan slachtoffers van foltering
- Dag van de Roemeense vlag
- Rooms-Katholieke kalender:
  - Heilige Jozefmaria Escrivá († 1975), Gedachtenis in Bisdom Utrecht & Haarlem
  - Heiligen Johannes en Paulus († 362), martelaren
  - Heilige Vigilius van Trente († c. 405)
  - Heilige Anthelmus van Belly (†  1178)
  - Heilige Pelagius van Córdoba († 926)
  - Zalige Martelaressen van Arras († 1794)

## Weerextremen

### Nederland
| | Officiële records | Officiële records | Officiële records |      | Landelijke records | Landelijke records | Landelijke records                                  |
| Gebeurtenis | Jaar              | Extreem           | Locatie           | Jaar | Extreem            | Locatie            |                                                     |
| --- | ----------------- | ----------------- | ----------------- | ---- | ------------------ | ------------------ | --------------------------------------------------- |
| Laagste etmaalgemiddelde temperatuur (°C) | 1923              | 10,7              | De Bilt           |      | 1918               | 9,3                | Eelde                                               |
| Hoogste etmaalgemiddelde temperatuur (°C) | 1976              | 26,3              | De Bilt           |      | 1976               | 27,6               | Eindhoven                                           |
| Laagste minimumtemperatuur (°C) | 1923              | 4,0               | De Bilt           |      | 1918               | 1,3                | Eelde                                               |
| Hoogste minimumtemperatuur (°C) | 2020              | 19,0              | De Bilt           |      | 1976               | 20,7               | Eindhoven                                           |
| Laagste maximumtemperatuur (°C) | 1981              | 13,0              | De Bilt           |      | 1923               | 11,8               | De Kooy                                             |
| Hoogste maximumtemperatuur (°C) | 1976              | 32,9              | De Bilt           |      | 1976               | 34,1               | Volkel                                              |
| Hoogste uurgemiddelde windsnelheid (m/s) | 1928              | 12,9              | De Bilt           |      | 2007               | 19,0               | Cadzand, Huibertgat, Lauwersoog, Vlakte van De Raan |
| Hoogste windstoot (m/s) | 1954              | 18,0              | De Bilt           |      | 2007               | 25,0               | Huibertgat, Lauwersoog, Vlakte van De Raan          |
| Langste zonneschijnduur (uur) | 1902              | 16,7              | De Bilt           |      | 1902               | 16,7               | De Bilt                                             |
| Langste neerslagduur (uur) | 1981              | 9,9               | De Bilt           |      | 2006               | 15,3               | De Kooy                                             |
| Hoogste etmaalsom van de neerslag (mm) | 2016              | 19,0              | De Bilt           |      | 2020               | 85,8               | Volkel                                              |
| Laagste etmaalgemiddelde relatieve vochtigheid (%) | 1902              | 42                | De Bilt           |      | 1976               | 41                 | Eindhoven                                           |
| Laagste uurwaarde luchtdruk op zeeniveau (hPa) | 1958              | 992,5             | De Bilt           |      | 1958               | 989,5              | Vlissingen                                          |
| Hoogste uurwaarde luchtdruk op zeeniveau (hPa) | 1914, 1931        | 1029,8            | De Bilt           |      | 1914               | 1031,2             | De Kooy                                             |
| Officiële records worden altijd gemeten op het KNMI-weerstation in De Bilt. Landelijke records kunnen worden gemeten op elk officieel KNMI-weerstation in Nederland. |                   |                   |                   |      |                    |                    |                                                     |

Uitzonderlijke gebeurtenissen
- 1902 - Officieel maandrecord langste zonneschijnduur in uren van juni gemeten in De Bilt: 16,7. Samen met 24, 27 en 28 juni 1902
- 1902 - Landelijk maandrecord langste zonneschijnduur in uren van juni gemeten in De Bilt: 16,7. Samen met 24, 27 en 28 juni 1902
- 1960 - Officieel hoogste minimumtemperatuur in °C van het jaar gemeten in De Bilt: 16,6
- 1972 - Eerste officiële zomerse dag van het jaar (maximumtemperatuur ≥ 25 °C in De Bilt)
- 2020 - Eerste officiële tropische dag van het jaar (maximumtemperatuur ≥ 30 °C in De Bilt)

### België
Dagrecords
- 1919 - Laagste etmaalgemiddelde temperatuur 10,2 °C
- 1976 - Hoogste etmaalgemiddelde temperatuur 26 °C
- 2000 - Laagste minimumtemperatuur 4,8 °C
- 1947 - Hoogste maximumtemperatuur 34,2 °C
- 1990 - Hoogste etmaalsom van de neerslag 18,8 mm

Uitzonderlijke gebeurtenissen
- 1999 - 73 mm regen in Meix-devant-Virton.
- 2001 - Maximumtemperatuur op verschillende plaatsen boven 30° C. In Stéhoux (Tubeke) wordt 33,8 °C gemeten.
- 2013 - In Elsenborn (Bütgenbach) daalt de minimumtemperatuur tot –0,1 °C.

<< · 1 · 2 · 3 · 4 · 5 · 6 · 7 · 8 · 9 · 10 · 11 · 12 · 13 · 14 · 15 · 16 · 17 · 18 · 19 · 20 · 21 · 22 · 23 · 24 · 25 · 26 · 27 · 28 · 29 · 30 · >>